# Чалко (Небраска)
Чалко (англ. Chalco) — переписна місцевість (CDP) в США, в окрузі Сарпі штату Небраска. Населення — 11 064 особи (2020).

## Географія
Чалко розташоване за координатами 41°10′51″ пн. ш. 96°7′55″ зх. д. / 41.18083° пн. ш. 96.13194° зх. д. (41.180849, -96.131933).  За даними Бюро перепису населення США в 2010 році переписна місцевість мала площу 7,56 км², з яких 7,56 км² — суходіл та 0,00 км² — водойми.

## Демографія
Згідно з переписом 2010 року, у переписній місцевості мешкали 10 994 особи в 4200 домогосподарствах у складі 2870 родин. Густота населення становила 1454 особи/км².  Було 4330 помешкань (573/км²).
Расовий склад населення:
| - 91,8 % — білих - 1,9 % — чорних або афроамериканців - 1,4 % — азіатів - 0,4 % — корінних американців - 2,0 % — осіб інших рас |

До двох чи більше рас належало 2,6 %. Частка іспаномовних становила 5,3 % від усіх жителів.
За віковим діапазоном населення розподілялося таким чином: 27,7 % — особи молодші 18 років, 68,6 % — особи у віці 18—64 років, 3,7 % — особи у віці 65 років та старші. Медіана віку мешканця становила 31,1 року. На 100 осіб жіночої статі у переписній місцевості припадало 106,2 чоловіків;  на 100 жінок у віці від 18 років та старших — 103,8 чоловіків також старших 18 років.
Середній дохід на одне домашнє господарство  становив 76 858 доларів США (медіана — 66 944), а середній дохід на одну сім'ю — 84 343 долари (медіана — 77 500). Медіана доходів становила 50 501 долар для чоловіків та 40 378 доларів для жінок. За межею бідності перебувало 5,9 % осіб, у тому числі 7,5 % дітей у віці до 18 років та 13,9 % осіб у віці 65 років та старших.
Цивільне працевлаштоване населення становило 6932 особи. Основні галузі зайнятості: освіта, охорона здоров'я та соціальна допомога — 21,6 %, роздрібна торгівля — 11,1 %, науковці, спеціалісти, менеджери — 11,0 %.